# Ghoryan (distrikt)
Ghoryan är ett distrikt i Afghanistan. Det ligger i provinsen Herat, i den västra delen av landet, 700 kilometer väster om huvudstaden Kabul. Administrativ huvudort är Ghoryan.
Distriktet beräknades år 2022 ha cirka 106 000 invånare.